# Lotto Ladies
La Lotto Ladies è una squadra femminile belga di ciclismo su strada. Ha licenza di UCI Women's Continental Team, ed è attiva a livello Elite dal 2006. Diretta dall'ex ciclista Kurt Van De Wouwer, costituisce dal 2012 la controparte femminile dell'omonimo ProTeam maschile.

## Cronistoria

### Annuario
| Anno | Codice | Nome                     | Cat. | Biciclette  | Dirigenza |
| ---- | ------ | ------------------------ | ---- | ----------- | --- |
| 2006 | LBL    | Lotto-Belisol Ladiesteam | WT   | Eddy Merckx | Manager: Dany Schoonbaert Dir. sportivi: Dany Schoonbaert, Filip Duprez, Patrick Van Drogenbroeck                                                   |
| 2007 | LBL    | Lotto-Belisol Ladiesteam | WT   | Eddy Merckx | Manager: Dany Schoonbaert Dir. sportivi: Dany Schoonbaert, Filip Duprez                                                                             |
| 2008 | LBL    | Lotto-Belisol Ladiesteam | WT   | Eddy Merckx | Manager: Dany Schoonbaert Dir. sportivi: Dany Schoonbaert, Ivan Depoorter                                                                           |
| 2009 | LLT    | Lotto-Belisol Ladiesteam | WT   | Pinarello   | Manager: Dany Schoonbaert Dir. sportivi: Dany Schoonbaert, Ivan Depoorter                                                                           |
| 2010 | LLT    | Lotto Ladies Team        | WT   | Pinarello   | Manager: Dany Schoonbaert Dir. sportivi: Dany Schoonbaert, Kurt Bogaerts, Ivan Depoorter                                                            |
| 2011 | LHT    | Lotto Honda Team         | WT   | Pinarello   | Manager: Dany Schoonbaert Dir. sportivi: Dany Schoonbaert, Ivan Depoorter                                                                           |
| 2012 | LBL    | Lotto Belisol Ladies     | WT   | Ridley      | Manager: Dany Schoonbaert Dir. sportivi: Dany Schoonbaert, Ivan Depoorter                                                                           |
| 2013 | LBL    | Lotto Belisol Ladies     | WT   | Cervélo     | Manager: Dany Schoonbaert Dir. sportivi: Dany Schoonbaert, Ivan Depoorter                                                                           |
| 2014 | LBL    | Lotto Belisol Ladies     | WT   | Cervélo     | Manager: Dany Schoonbaert Dir. sportivi: Dany Schoonbaert, Ivan Depoorter                                                                           |
| 2015 | LBL    | Lotto Soudal Ladies      | WT   | Ridley      | Manager: Dany Schoonbaert Dir. sportivi: Dany Schoonbaert, Ivan Depoorter                                                                           |
| 2016 | LBL    | Lotto Soudal Ladies      | WT   | Ridley      | Manager: Dany Schoonbaert Dir. sportivi: Dany Schoonbaert, Liesbet De Vocht, Ivan Depoorter                                                         |
| 2017 | LSL    | Lotto Soudal Ladies      | WT   | Ridley      | Manager: Dany Schoonbaert Dir. sportivi: Dany Schoonbaert, Liesbet De Vocht, Ivan Depoorter                                                         |
| 2018 | LSL    | Lotto Soudal Ladies      | WT   | Ridley      | Manager: Dany Schoonbaert Dir. sportivi: Dany Schoonbaert, Liesbet De Vocht, Ivan Depoorter                                                         |
| 2019 | LSL    | Lotto Soudal Ladies      | WT   | Ridley      | Manager: Dany Schoonbaert Dir. sportivi: Dany Schoonbaert, Liesbet De Vocht, Ivan Depoorter                                                         |
| 2020 | LSL    | Lotto Soudal Ladies      | CTW  | Ridley      | Manager: Dany Schoonbaert Dir. sportivi: Dany Schoonbaert, Liesbet De Vocht, Ivan Depoorter                                                         |
| 2021 | LSL    | Lotto Soudal Ladies      | CTW  | Ridley      | Manager: Kurt Van De Wouwer Dir. sportivi: Kurt Van De Wouwer, Dirk Aernouts, Carl Roes, Wesley Van Speybroeck                                      |
| 2022 | LSL    | Lotto Soudal Ladies      | CTW  | Ridley      | Manager: Kurt Van De Wouwer Dir. sportivi: Kurt Van De Wouwer, Dirk Aernouts, Dirk Onghena                                                          |
| 2023 | LDL    | Lotto Dstny Ladies       | CTW  | Ridley      | Manager: Kurt Van De Wouwer Dir. sportivi: Kurt Van De Wouwer, Dirk Onghena, Grace Verbeke                                                          |
| 2024 | LDL    | Lotto Dstny Ladies       | CTW  | Orbea       | Manager: Kurt Van De Wouwer Dir. sportivi: Kurt Van De Wouwer, Dirk Onghena, Grace Verbeke                                                          |
| 2025 | LOL    | Lotto Ladies             | CTW  | Orbea       | Manager: Kurt Van De Wouwer Dir. sportivi: Kurt Van De Wouwer, Dirk Aernouts, Alfdan De Decker, Wesley Van Speybroeck, Grace Verbeke, Geert Wellens |

### Classifiche UCI
Aggiornato al 31 dicembre 2024.
| Anno | Classifica      | Pos. | Migliore cl. individuale  |
| ---- | --------------- | ---- | ------------------------- |
| 2006 | Calendario int. | 18º  | Kathryn Watt (54ª)        |
| 2006 | Coppa del mondo | 31º  | An Van Rie (77ª)          |
| 2007 | Calendario int. | 18º  | Martine Bras (61ª)        |
| 2007 | Coppa del mondo | 13º  | Martine Bras (41ª)        |
| 2008 | Calendario int. | 21º  | Vera Koedooder (67ª)      |
| 2008 | Coppa del mondo | 14º  | Sara Carrigan (45ª)       |
| 2009 | Calendario int. | 5º   | Rochelle Gilmore (8ª)     |
| 2009 | Coppa del mondo | 7º   | Grace Verbeke (9ª)        |
| 2010 | Calendario int. | 6º   | Grace Verbeke (9ª)        |
| 2010 | Coppa del mondo | 5º   | Grace Verbeke (7ª)        |
| 2011 | Calendario int. | 9º   | Rochelle Gilmore (29ª)    |
| 2011 | Coppa del mondo | 7º   | Rochelle Gilmore (26ª)    |
| 2012 | Calendario int. | 15º  | Ashleigh Moolman (20ª)    |
| 2012 | Coppa del mondo | 9º   | Ashleigh Moolman (18ª)    |
| 2013 | Calendario int. | 13º  | Ashleigh Moolman (27ª)    |
| 2013 | Coppa del mondo | 14º  | Ashleigh Moolman (22ª)    |
| 2014 | Calendario int. | 12º  | Jolien D'Hoore (14ª)      |
| 2014 | Coppa del mondo | 10º  | Jolien D'Hoore (24ª)      |
| 2015 | Calendario int. | 12º  | Elena Cecchini (19ª)      |
| 2015 | Coppa del mondo | 9º   | Elena Cecchini (11ª)      |
| 2016 | Calendario int. | 11º  | Claudia Lichtenberg (32ª) |
| 2016 | World Tour      | 14º  | Claudia Lichtenberg (22ª) |
| 2017 | Calendario int. | 19º  | Lotte Kopecky (41ª)       |
| 2017 | World Tour      | 20º  | Lotte Kopecky (51ª)       |
| 2018 | Calendario int. | 23º  | Lotte Kopecky (49ª)       |
| 2018 | World Tour      | 24º  | Lotte Kopecky (91ª)       |
| 2019 | Calendario int. | 18º  | Lotte Kopecky (13ª)       |
| 2019 | World Tour      | 13º  | Lotte Kopecky (17ª)       |
| 2020 | Calendario int. | 11º  | Lotte Kopecky (8ª)        |
| 2020 | World Tour      | 10º  | Lotte Kopecky (5ª)        |
| 2021 | Calendario int. | 34º  | Hanna Nilsson (222ª)      |
| 2021 | World Tour      | 20º  | Hanna Nilsson (107ª)      |
| 2022 | Calendario int. | 44º  | Mieke Docx (292ª)         |
| 2022 | World Tour      | 31º  | Mieke Docx (197ª)         |
| 2023 | Calendario int. | 29º  | Katrijn De Clercq (142ª)  |
| 2023 | World Tour      | 30º  | Mijntje Geurts (188ª)     |
| 2024 | Calendario int. | 20º  | Thalita de Jong (21ª)     |
| 2024 | World Tour      | 19º  | Thalita de Jong (29ª)     |

## Palmarès
Aggiornato al 31 dicembre 2024.

### Grandi Giri
- Giro d'Italia

Partecipazioni: 11 (2009, 2010, 2011, 2012, 2013, 2014, 2015, 2016, 2019, 2020, 2021)
Vittorie di tappa: 3
2014: 3 (3 Emma Pooley)
2020: 1 (Lotte Kopecky)
Vittorie finali: 0
Altre classifiche: 2
2009: Giovani (Elizabeth Armitstead)
2014: Scalatrici (Emma Pooley)
- Tour de France

Partecipazioni: 1 (2024)
Vittorie di tappa: 0
Vittorie finali: 0
Altre classifiche: 0
- Vuelta a España

Partecipazioni: 1 (2024)
Vittorie di tappa: 0
Vittorie finali: 0
Altre classifiche: 0

### Classiche
- Giro delle Fiandre: 1

2010 (Grace Verbeke)

### Campionati nazionali
- Campionati australiani: 1

Cronometro: 2006 (Kathryn Watt)
- Campionati belgi: 7

In linea: 2014 (Jolien D'Hoore); 2018 (Annelies Dom); 2020 (Lotte Kopecky)
Cronometro: 2006 (An Van Rie); 2010 (Grace Verbeke); 2019, 2020 (Lotte Kopecky)
- Campionati britannici: 1

Cronometro: 2014 (Emma Pooley)
- Campionati irlandesi: 2

In linea: 2006, 2007 (Siobhan Horgan)
- Campionati italiani: 1

In linea: 2015 (Elena Cecchini)
- Campionati norvegesi: 1

In linea: 2009 (Linn Torp)
- Campionati sudafricani: 6

In linea: 2012, 2013 (Ashleigh Moolman); 2016 (An-Li Kachelhoffer)
Cronometro: 2011, 2012 (Cherise Stander); 2013 (Ashleigh Moolman)

## Organico 2025
Aggiornato al 31 gennaio 2025.

### Staff tecnico
|  | Naz.              | Ruolo  | Sportivo              |  |  |  |
|  | ----------------- | ------ | --------------------- |  |  |  |
|  | Belgio (bandiera) | GM, DS | Kurt Van De Wouwer    |  |  |  |
|  | Belgio (bandiera) | DS     | Dirk Aernouts         |  |  |  |
|  | Belgio (bandiera) | DS     | Alfdan De Decker      |  |  |  |
|  | Belgio (bandiera) | DS     | Wesley Van Speybroeck |  |  |  |
|  | Belgio (bandiera) | DS     | Grace Verbeke         |  |  |  |
|  | Belgio (bandiera) | DS     | Geert Wellens         |  |  |  |

### Rosa
|  | Naz.                   |  | Sportivo              | Anno |  |  |
|  | ---------------------- |  | --------------------- | ---- |  |  |
|  | Paesi Bassi (bandiera) |  | Maureen Arens         | 2003 |  |  |
|  | Irlanda (bandiera)     |  | Lucy Benezet Minns    | 2006 |  |  |
|  | Belgio (bandiera)      |  | Dina Boels            | 2005 |  |  |
|  | Belgio (bandiera)      |  | Katrijn De Clercq     | 2002 |  |  |
|  | Belgio (bandiera)      |  | Audrey De Keersmaeker | 1999 |  |  |
|  | Belgio (bandiera)      |  | Mieke Docx            | 1996 |  |  |
|  | Belgio (bandiera)      |  | Esmée Gielkens        | 2001 |  |  |
|  | Belgio (bandiera)      |  | Julie Hendrickx       | 2003 |  |  |
|  | Messico (bandiera)     |  | Romina Hinojosa       | 2002 |  |  |
|  | Belgio (bandiera)      |  | Julie Nicolaes        | 2004 |  |  |
|  | Francia (bandiera)     |  | Kloé Saugrain         | 2006 |  |  |
|  | Belgio (bandiera)      |  | Ilken Seynave         | 2006 |  |  |
|  | Germania (bandiera)    |  | Lea Lin Teutenberg    | 1999 |  |  |
|  | Belgio (bandiera)      |  | Sterre Vervloet       | 2003 |  |  |
|  | Paesi Bassi (bandiera) |  | Anna van Wersch       | 2001 |  |  |
|  | Belgio (bandiera)      |  | Lani Wittevrongel     | 2004 |  |  |